# 李恩菲
李恩菲（英語：Li En-Fei，1996年10月28日—），本名李庭瑀，藝名菲菲或李恩菲（日语：フェイフェイ），台灣女藝人、女演員。

## 生平
國中進入臺灣戲曲學院鑽研相關領域至大二，而學生時期亦參與多次國慶日表演。大一曾跟明星一同拍攝啤酒廣告，而大二有參加善耕大使。
2016年還是學生時，與品妍娛樂公司，簽下5年專屬藝人合約至2021年。
2018年12月間，除私自授權廠商製作肖像Line貼圖外，又接受17直播工作。
2019年5月間加入LamiGirls啦啦隊，經品妍娛樂公司提告違約求償，多次未經公司同意私接工作，要向她求償100萬違約金，以及8萬元律師費。，北院日前判菲菲應賠48萬元。
2019年加入LamiGirls。父母於台北經營十幾年老店《寰美花藝坊》，李恩菲經常會到店內幫忙。當初是自行向Lamigo球團毛遂自薦，通過測試後成為Lamigo桃猿專屬啦啦隊。
2023年為Rakuten Girls副隊長
2024年升為白隊（學妹隊）隊長。
2025年1月13日，樂天球團宣布「李恩菲」離開Rakuten Girls。
2025年1月23日，味全龍球團宣布「李恩菲」加入Dragon Beauties。6月13日獲選TPBL2024-25賽季年度啦啦隊員。

## 事件
2020年台北法院調查後認為，菲菲雖稱2018年8、9月間，遭「冷凍」生活過不下去，但公司於2018年8月間，陸續有安排洋芋片、內衣、汽車、速食店、巧克力、電影角色試鏡，顯見菲菲說的不是事實，認定她單方面解約不合理，但考量她簽約時不滿20歲，且簽約後到她發函解約2年期間，收入僅30萬元，將違約金降為40萬，加上公司求償的律師費8萬，判菲菲應賠品妍娛樂48萬元。

2024年1月31日中職樂天桃猿球團控訴前領隊浦韋青、前經紀人陳元凱為樂天女孩私接商演，涉案的孟潔、陳伊、李恩菲、林穎樂等4位團員，被廉政署連夜偵訊。

## 主持
| 年份  | 頻道       | 名稱                          | 備註                   |
| 2021- | 狼谷育樂台 | 星光歡樂城（第6-7季特別企劃） | 與徐乃麟、艾融共同主持 |

## 出版物

### 寫真
| 年份   | 出版物名稱                          | 備註                                         |
| 2020年 | 《Bestie閨蜜》菲菲×孟潔數位寫真     | 與林孟潔共同拍攝 尖端出版 ISBN 3140051620058 |
| 2020年 | 菲進你心 菲菲個人數位寫真（含影音） | 尖端出版 ISBN 3140051620064                  |
| 2022年 | 《菲你莫屬》                        | 2022你樂天女孩寫真桌曆                       |
| 2023年 | 《VIVA LOVE》                       | 2023你樂天女孩寫真桌曆                       |

## 啦啦隊經歷

### 棒球之啦啦隊
| 年份       | 隊伍名稱        | 備註                     |
| 2019－2020 | LamiGirls       | 中華職棒Lamigo桃猿啦啦隊 |
| 2020－2024 | Rakuten Girls   | 中華職棒樂天桃猿啦啦隊   |
| 2025－     | Dragon Beauties | 中華職棒味全龍啦啦隊     |

### 籃球之啦啦隊
| 年份       | 隊伍名稱        | 備註                                 |
| 2024－至今 | Taishin Wonders | 台灣職業籃球大聯盟臺北台新戰神啦啦隊 |

## 音樂作品
| 年份           | 歌名                  | 備註                                               |
| 2019年8月6日   | 《Dancing Hoilday》   | 與LamiGirls共同出演                                |
| 2019年8月19日  | 《Dancing Queen》     | 與LamiGirls共同出演                                |
| 2020           | 《Rock You 10》       | 與Yuri、曲羿、陳甯亞、卉妮、孟潔共同出演           |
| 2020年5月4日   | 《明天的太陽》        | 與紀儀羚、巫苡萱、張語芯、籃籃、曲羿、沐妍共同演出 |
| 2020年9月22日  | 《Rock You Everyday》 | 與Rakuten Girls共同演出                            |
| 2021年5月16日  | 《美麗心情》          | Cover                                              |
| 2021年9月10日  | 《一起勇敢》          | 與Rakuten Girls共同演出                            |
| 2021年9月17日  | 《我們樂天》          | 與若潼共同演出                                     |
| 2022年10月7日  | 《Rise Up》           | 與Rakuten Girls共同演出                            |
| 2023年10月7日  | 《Ready Go》          | 與Rakuten Girls共同演出                            |
| 2024年9月28日  | 《I'm The One》       | 與Rakuten Girls(白隊)共同演出                      |
| 2024年10月25日 | 《狠心動》            | 首張個人單曲                                       |

### MV
| 年份 | 歌名                                 | 備註                                                   |
| 2016 | 玖壹壹《英雄就在你左邊》             | 舞者                                                   |
| 2017 | 玖壹壹《都是我的錯》                 | 女主角 與多位YT共同出演                                |
| 2020 | 《Wannabe》（樂天女孩舞蹈Cover）     | 與慧慧、Abu'u、沐妍、卉妮共同演出                      |
| 2020 | 《來個蹦蹦》（樂天女孩版本）         | 與羚小鹿、曲羿、菲菲、筠熹共同出演                     |
| 2020 | 《Yes!Ok!》（樂天女孩舞蹈Cover）     | 與沐妍、陸筱晴、Yuri、卉妮共同演出                     |
| 2020 | 《Say My Name》（樂天女孩舞蹈Cover） | 與沐妍、陸筱晴、Yuri、慧慧、曲羿、張語芯、筠熹共同演出 |
| 2023 | 郭嘉駿(193)《以為只是沒送花》        | 女主角 與林莎共同出演                                  |

## 演出作品

### 微電影
| 年份 | 名稱                 | 備註                |
| 2016 | 紅豆麵包             | 資策會 暫名，待上片 |
| 2017 | 高齡者交通宣導微電影 | 待上片              |

## 外部連結
- 李恩菲的Facebook專頁
- 李恩菲的Instagram帳戶
- 李恩菲的X（前Twitter）
- YouTube上的李恩菲頻道
- YouTube上的李恩菲頻道（與沐妍共同主持）